# Richard Leaf
Richard Leaf är en brittisk skådespelare som troligtvis är mest känd för sin roll som Dawlish, en Auror, i filmen Harry Potter och Fenixorden. 
Leaf är gift med skådespelaren Tamsin Greig.